# رئیس‌جمهور شیلی
رئیس‌جمهور شیلی (اسپانیایی: Presidente de Chile‎) که به صورت رسمی رئیس‌جمهور کشور جمهوری شیلی شناخته می‌شود (اسپانیایی: Presidente de la República de Chile‎) رئیس کشور و رئیس دولت شیلی است. رئیس‌جمهور عهده‌دار مسئولیت شاخه اجرائی دولت و مدیریت کشور است. هرچند، نقش و اهمیت رئیس‌جمهور با گذشت زمان تغییر کرده است و موقعیت و ارتباطات آن با دیگر مقام‌های تشکیلات سیاسی کشور تحول یافته است ولی همچنان به عنوان یکی از برجسته‌ترین مقام‌های سیاسی در کشور است. مقام ریاست جمهوری همچنین به عنوان یکی از نهادهای بااهمیت «قانون اساسی تاریخ ساز شیلی» محسوب می‌شود و برای ثبات سیاسی کشور حیاتی است.